# バナナ・パンケーキ・トレイル
バナナ・パンケーキ・トレイル（英語: The Banana Pancake Trail）とは、バックパッカーやその他の旅行者が多数訪れることで成長を続けるような、東南アジアを中心とする特定のエリアのこと。具体的にどの通りがそれにあたるという明確な定義があるわけではなく、むしろ主に欧米の旅行者が頻繁に訪れることで、それら旅行者のニーズに応えるような形でレストランやホテル、エンターテイメントやアトラクションなどの関連産業がにわかに創出されるなど、欧米の旅行者の嗜好が結果的に地元の旅行関連産業に多大な影響を与えているような場所（あるいはそのような現象）に対して用いられる語句である。

## 名前の由来

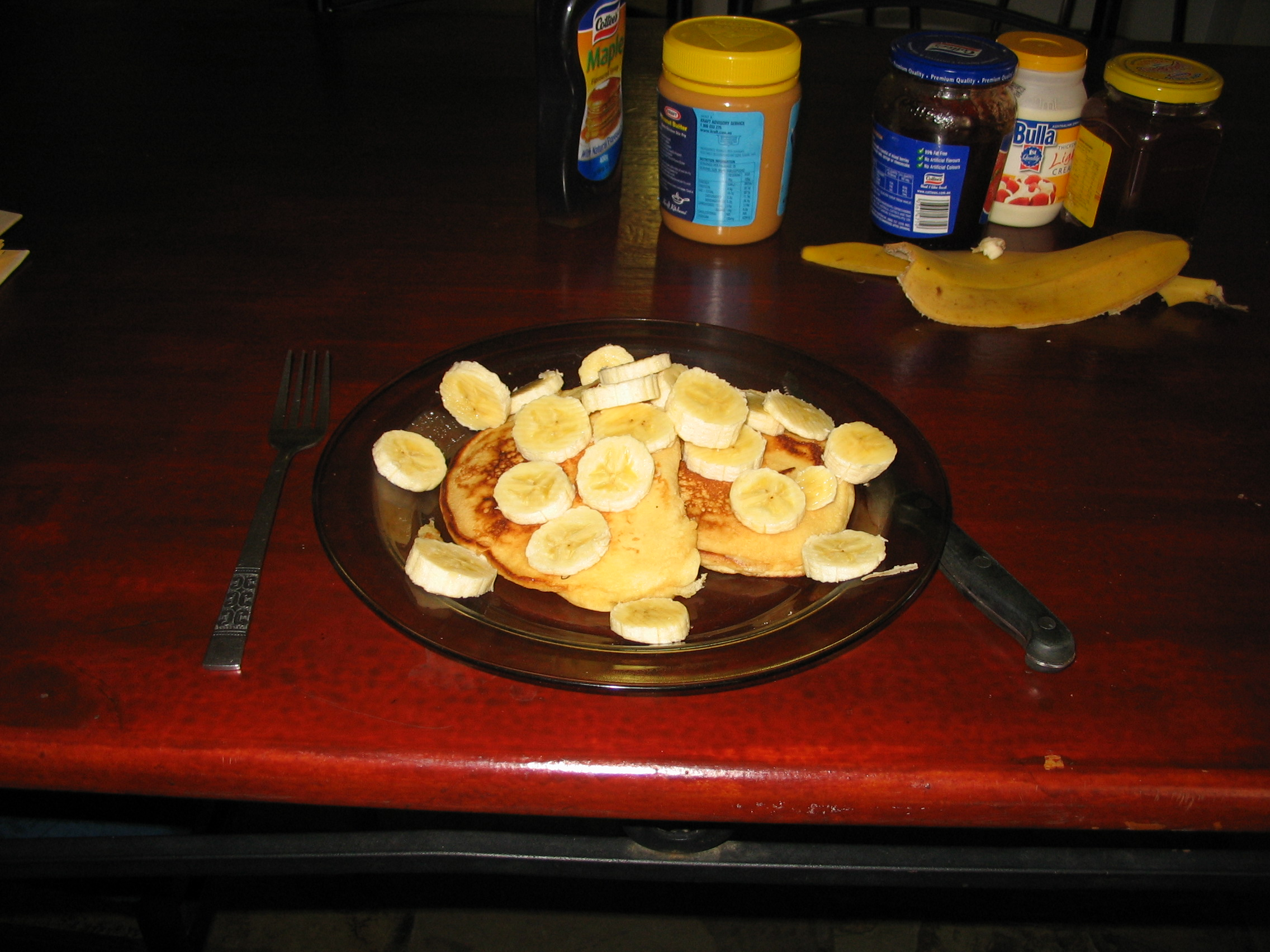
バナナ・パンケーキ

「バナナ・パンケーキ」とは、欧米人が好んで口にする朝食を象徴的に言い表した言葉であり、「バナナ・パンケーキ・トレイル」という言葉自体は、数多くの欧米人の旅行者が押しかけることによって雨後の筍のように増えた、（地元では通常提供されることのない）バナナ・パンケーキのように欧米人好みの朝食を提供するような、多くのゲストハウスやカフェ、レストランに対して半ば冗談交じりに使われる語句である。
日本語には少々訳しづらい言葉だが、さしずめ「バナナ・パンケーキ道」あるいは「バナナ・パンケーキ街」くらいの意味合いで、かつ、もともとあった街道を指すのではなく、元来何もなかったところ（あるいは地元にとっては何の変哲もない普通の土地）に多数の旅行者が急に訪れるようになったために（旅行者の足によって踏み固められ）自然発生的に生じた道やエリア、といったようなニュアンスが込められている。これに加え、「もともと地元の人は望んでいなかったのだが、結果的にそのような形で生じてしまった土地」、のようなネガティブなニュアンス（欧米人自身が用いるときは皮肉、あるいは自虐的なニュアンス）も多少含まれているように思われる。
また、バナナ・パンケーキ・トレイルは、欧米人を中心に高い人気を持つ旅行ガイド、「ロンリープラネット」によって最初にその土地が取上げられ、それが引き金となって多数の欧米人旅行者が訪れることでそれが形成されるきっかけとなることが多いことから、ロンリープラネットの功罪として語られることが多い言葉でもある。

## 具体例

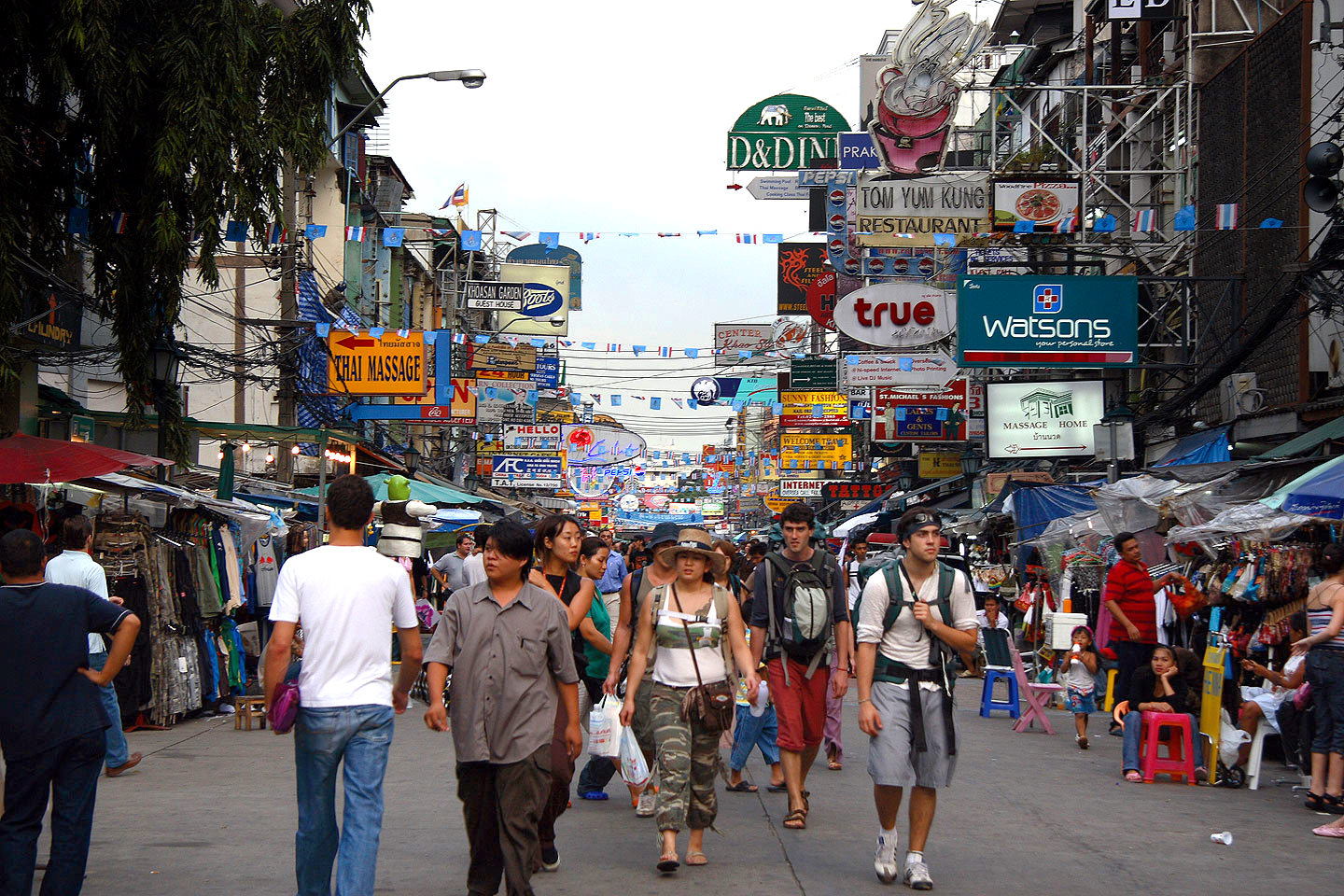
タイ、バンコクのカオサン通り

冒頭にも述べたように、「バナナ・パンケーキ・トレイル」という語句に対する明確な定義があるわけではなく（例えばシルクロードのように、街道を特定できるわけではない）、むしろそれは、「バナナ・パンケーキを提供するような、欧米人好みの土地」といったようなニュアンスを比喩的に表す言葉である。
バナナ・パンケーキ・トレイルの典型として有名なエリアとしては、例えばバンコクのカオサン通りを挙げることができる。その他、ホイアンやハロン湾、ハノイ（いずれもベトナム）、バリ島、ロンボク島（同インドネシア）、バラナシ（インド）、シェムリアップ（カンボジア）などもバナナ・パンケーキ・トレイルの例としてよく引き合いに出される。

## 類例
バナナ・パンケーキ・トレイルのように、やはり多数の欧米人旅行者が訪れることで自然発生的に形成された「街道」の例として、中南米の「グリンゴ・トレイル」（Gringo Trail。「グリンゴ」とは、白人を少々揶揄的な意味を込めて呼ぶときの言葉）や、1960年代から70年代にアジアに形成された、「ヒッピー・トレイル」（Hippie Trail）などを挙げることができる。
また、そのような言葉として認識されているわけではないものの、日本国内でも「バナナ・パンケーキ・トレイル」と同様に、旅行関連の情報産業が、その土地の本来の姿をより観光客向きのものへと変容させてしまうような現象や、そのような結果として生じたエリアといったとものを取上げることができるであろう。
例えば、どこかの鄙びた温泉が「秘湯」としてテレビや旅行雑誌等で広く紹介されることで数多くの観光客が訪れるようになり、結果的にそこが「秘湯」からメジャーな観光地へと変容してしまうようなケースや、あるいはそれまで何もなかったところが映画やテレビドラマのロケ地として取上げられたことで多数の観光客が訪れるようになり（昨今では、日本人観光客ばかりではなく、アジア系の観光客がそのような現象を作る場合もある）、それら観光客を当て込んだ旅行関連産業がその土地に育つなどはそのようなケースの例といえる。
なお、上述のように「バナナ・パンケーキ・トレイル」という言葉には、ネガティブなニュアンスも含まれているのだが、日本の場合、地元の自治体が「まちおこし」の一環として、何かの機会を捉え、この言葉が言い表しているような現象をあえて生み出そうとする場合もある。